# Corina Crețu
Corina Crețu (Boekarest, 24 juni 1967) is een Roemeens politica en voormalig journalist en woordvoerder van de president ten tijde van Ion Iliescu’s mandaten. In 2004 werd ze verkozen tot senator namens de PSD en in 2007 werd ze lid van het Europees Parlement na de toetreding van Roemenië. In 2009 werd ze herkozen als parlementslid. Van 1 november 2014 tot 1 juli 2019 was zij Europees commissaris voor Regionaal beleid. Op 17 januari 2019 kondigde ze haar herverkiezing aan voor het Europees Parlement namens een nieuwe Roemeense Partij, Pro România. Deze partij was opgericht door oud-premier en PSD voorzitter Victor Ponta.

## Carrière
Corina Crețu studeerde af aan de Academie van Economische studies aan de faculteit cybernetica in 1989 en werkte als econometrist voor fabrieken in Blaj en Boekarest tot 1990. Na 1990 werd ze gevraagd als commentator voor kranten als Azi, Cronica Română en Curierul Național. Van 1992 tot 1996 en van 2000 tot 2004 werkte ze voor het woordvoerdersbureau van president Ion Iliescu. In die laatste periode was ze tevens aangesteld als presidentieel adviseur (met de status van minister), presidentieel woordvoerder en hoofd van het departement van Publieke Communicatie.
In 2002 werd Crețu door Iliescu voorgedragen als bestuurslid van het TVR en werd daarin bevestigd door het parlement.
Als senator, vanaf 2004, maakte Crețu deel uit van het Buitenlandcommittee en maakte ze deel uit van de Roemeense delegatie van de parlementaire vergadering van de OSCE. In 2005 werd ze uitgenodigd door Jordanië om een seminar te geven voor pas aangestelde woordvoerders in Irak.
Crețu was ook een waarnemer namens de OSCE bij de parlementaire verkiezingen in maart 2005 in Moldavië en de landelijke verkiezingen in Bosnië en Herzegovina in 2006.

### Europees Parlementslid
Tussen 2011 en 2014, was Crețu vicevoorzitter van de PSD en vicevoorzitter namens de PSD binnen de PES, met de aanstelling als Eurocommissaris nam ze afstand van deze posities. Als Europees parlementslid maakt ze deel uit van de volgende delegaties en comités:
- Committee voor ontwikkeling als vicevoorzitter
- Parlementaire delegatie voor relaties met de Verenigde Staten

Voor de Europese verkiezingen in 2014 was Crețu aangesteld als lijsttrekker namens de PSD. Nadat ze werd herkozen als parlementslid werd ze aangesteld als vicepresident van de Progressieve Alliantie van Socialisten en Democraten, vicepresident van het Europarlement en later voorgedragen voor een commissarispost namens Roemenië. In eerste instantie werd zittend commissaris voor Landbouw Dacian Ciolos wederom voorgedragen. Maar volgens premier Victor Ponta zou hij geen kans maken voor een voortzetting op die post, mede omdat voorzitter van de Europese Commissie Jean-Claude Juncker al kenbaar had gemaakt de voorkeur te hebben voor vrouwelijke commissarissen.
Bij de Europese Parlementsverkiezingen van mei 2019 werd Crețu ingaande 2 juli 2019 gekozen tot lid van het Europees Parlement. Als gevolg hiervan trad zij op 1 juli 2019 af als lid van de commissie-Juncker.

## Privé
Crețu is getrouwd met Ovidiu Rogoz.